# Genevieve Cortese
Genevieve Nicole Cortese (San Francisco, 8 gennaio 1981) è un'attrice statunitense.

## Biografia
Genevieve Cortese è nata a San Francisco, in California, da una famiglia di origini italiane, francesi e fiamminghe. Ha iniziato la carriera di attrice molto giovane ma la sua fama è cresciuta quando ha interpretato la fantina Kris Furillo nella serie televisiva Wildfire. Ha partecipato a varie produzioni teatrali regionali come A Midsummer Night's Dream, One Flew Over the Cuckoo's Nest, Crimes of the Heart e Joseph and the Amazing Technicolor Dreamcoat. Ha preso parte anche alla serie Supernatural nella parte di Ruby.

## Vita privata
Il 27 febbraio 2010 si è sposata a Sun Valley, in Idaho, con Jared Padalecki. La coppia ha tre figli: Thomas Colton "Tom" Padalecki, nato il 19 marzo 2012, Austin Shepherd "Shep" Padalecki, nato il 22 dicembre 2013, e Odette Elliott Padalecki, nata il 17 marzo 2017.

## Filmografia

### Cinema
- Mojave, regia di David Kebo e Rudi Liden (2004)
- Kids in America, regia di Josh Stolberg (2005)
- Unraveled, regia di Ivan Corona – cortometraggio (2005)
- Quel genio di Bickford (Bickford Shmeckler's Cool Ideas), regia di Scott Lew (2006)
- Life is Short, regia di Riki Lindhome e Dori Oskowitz – cortometraggio (2006)
- Hated, regia di Lee Madsen (2012)

### Televisione
- The Dead Zone – serie TV, episodio 4x04 (2005)
- Wildfire – serie TV, 51 episodi (2005-2008)
- Supernatural – serie TV, 13 episodi (2008-2020)
- FlashForward – serie TV, 10 episodi (2009)
- Walker – serie TV, 11 episodi (2021-2023)

## Teatro
- Sogno di una notte di mezza estate (A Midsummer Night's Dream)
- One Flew Over the Cuckoo's Nest
- Crimes of the Heart
- Joseph and the Amazing Technicolor Dreamcoat

## Doppiatrici italiane
Nelle versioni in italiano dei suoi film, Genevieve Cortese è stata doppiata da:
- Myriam Catania in Wildfire
- Laura Latini in Supernatural (st. 4)
- Maura Cenciarelli  in Supernatural (ep. 15x13)
- Chiara Gioncardi in FlashForward
- Francesca Manicone in Walker